# Église de Pantin
Église de Pantin – stacja linii nr 5 metra w Paryżu. Stacja znajduje się w gminie Pantin. Została otwarta 12 października 1942 roku.